# Havardia pallens
Havardia pallens é uma espécie de leguminosa do gênero Havardia.